# Fiat-Revelli M 1935
La Fiat-Revelli M 1935 ou Fiat Mod. 14/35 est une mitrailleuse italienne lourde à refroidissement par air (inspirée du modèle Fiat-Revelli M 1914) qui équipa l'armée italienne jusqu'en 1943. Bien que précise et fiable, certains soldats italiens semblaient lui préférer la Breda M1937, plus lourde et avec une cadence de tir inférieure.

## Présentation
Cette mitrailleuse est historiquement dérivée de la Fiat-Revelli modèle 1914. 
La première version de 1914, largement utilisée pendant la Première Guerre mondiale, mais en raison de son système de refroidissement à eau qui augmentait son poids, son chargeur avec une capacité réduite et l'utilisation d'une munition pas assez puissante, a conduit l'armée du Roi d'Italie à chercher un modèle mieux adapté à la guerre moderne ce qui incita Fiat à étudier un nouveau modèle, la Fiat-Revelli M 1935.
Très inspirée du modèle précédent Fiat-Revelli M 1914, la mitrailleuse Fiat-Revelli M 1935 différait sur de nombreux points :
- calibre porté de 6,5 à 8 mm,
- système de refroidissement à eau remplacé par un système à air,
- alimentation par cassettes remplacée par des bandes métalliques.

Ce nouveau modèle remporta l'adhésion du commandement qui homologua le modèle rapidement. Ne sachant que faire des anciennes mitrailleuses M 1914, sinon les détruire, Fiat proposa de les recycler et les upgrader.
Beaucoup de mitrailleuses mises en service à partir de 1940 ont fait l'objet d'un "revamping-upgrading" des anciennes mitrailleuses qui étaient très fiables mais trop lourdes et moins performantes que les nouveaux modèles. 
Conçue par Abiel Bethel Revelli di Beaumont, ingénieur, officiel et industriel piémontais, l'arme a été produite de 1935 à 1940 à plus de 45 000 exemplaires (NDR : comme toujours en Italie, le nombre exact n'est jamais publié). C'était l'une des mitrailleuses les plus connues parmi celles utilisées par l'armée italienne pendant la Seconde Guerre mondiale. La Fiat-Revelli M 1935 a également été utilisée à l'intérieur des bunkers de la Vallée Alpine italienne.

## Sources
- Site Military Factory
- (it) Caractéristiques techniques de la mitrailleuse Fiat Mod. 35